# Малиновский, Владимир Дмитриевич
Влади́мир Дми́триевич Малино́вский (род. 9 июня 1991, Тюмень) — российский хоккеист, центральный нападающий.

## Биография
Владимир Дмитриевич Малиновский родился 9 июня 1991 года в городе Тюмени Тюменской области. Начал заниматься хоккеем в родном городе.
В 10-летнем возрасте переехал в Магнитогорск
.
Играл за юношеские команды магнитогорского «Металлурга» 1990 и 1991 годов рождения на внутрироссийских турнирах. 26 октября 2009 года дозаявлен в состав команды МХЛ «Стальные Лисы». В первом сезоне в лиге сыграл в регулярном чемпионате 32 матча, в которых набрал 29 (9+20) очков. В матче плей-офф МХЛ дебютировал 13 марта 2010 года (против «Русских витязей») и отметился малым штрафом в третьем периоде
.
Во втором матче серии форвард отдал голевую передачу Вадиму Ермолаеву
, а в третьем — отметился двумя (на Ермолаева и Даниила Апалькова)
.
В первом матче серии против «Барса» Малиновский с передачи Максима Мамина забросил свою первую шайбу в кубке Харламова
.
Всего в плей-офф 2009/10 нападающий сыграл 15 матчей, забил 2 гола и сделал 7 голевых передач. Сезон 2010/11 Владимир также отыграл в МХЛ, вновь дойдя с командой до финала кубка Харламова.
В 2011 году Малиновский начал выступать в Высшей хоккейной лиге. Дебютировал 10 декабря 2011 года в составе клуба «Южный Урал»
.
В дальнейшем провёл за орскую команду ещё 7 матчей и в январе 2012 отправился в «Титан», с которым участвовал в дальнейшем в плей-офф 2011/12. Сезон 2012/13 вновь провёл в клубе из Оренбургской области.
19 января 2013 года в матче с «Нефтехимиком» нападающий дебютировал в Континентальной хоккейной лиге за магнитогорский «Металлург»
.
1 февраля того же года в матче против «Северстали» Малиновский с передачи Павла Здунова забросил первую в карьере шайбу в КХЛ
.
В сезоне 2013/14 форвард в составе «Магнитки» выиграл кубок Гагарина.
В 2014 году окончил Магнитогорский государственный университет.
С 11 января 2016 года играл за «Сокол» из Красноярска. С 6 февраля 2017 года играл за «Арлан». В сезоне 2017/18 вместе с Константином Кучкиным играл в Турции за Буз Корсанлары (тур. Buz Korsanları SK).

## Сборная России
Выступал за юниорскую сборную России 1991 года рождения. Участник Кубка Риги (2007), Международного кубка Вызова (2007/08, 2008), Subway Super Series (2010) и других международных турниров.

## Статистика
| Легенда | Легенда                    | Легенда | Легенда                   | Легенда | Легенда    |
| ------- | -------------------------- | ------- | ------------------------- | ------- | ---------- |
| И       | Количество проведённых игр | Штр     | Штрафное время            | +/−     | Плюс-минус |
| Г       | Голы                       | П       | Голевые передачи          | О       | Очки       |
| -       | Статистика неизвестна      | —       | Статистика не учитывалась |         |            |

## Достижения

### Командные
Юниорская карьера
| Год  | Команда       | Достижение                 | Достижение |
| ---- | ------------- | -------------------------- | ---------- |
| 2010 | Стальные Лисы | Обладатель Кубка Харламова |            |
| 2011 | Стальные Лисы | Серебряный призёр МХЛ      |            |
| 2012 | Стальные Лисы | Бронзовый призёр МХЛ       |            |

КХЛ
| Год  | Команда                | Достижение                | Достижение |
| ---- | ---------------------- | ------------------------- | ---------- |
| 2014 | Металлург Магнитогорск | Обладатель Кубка Гагарина |            |

Международные
| Год  | Команда         | Достижение                                   | Достижение |
| ---- | --------------- | -------------------------------------------- | ---------- |
| 2009 | Россия (юниор.) | Серебряный призёр юниорского чемпионата мира |            |

### Личные
Юниорская карьера
| Год  | Команда       | Достижение                    | Достижение |
| ---- | ------------- | ----------------------------- | ---------- |
| 2010 | Стальные Лисы | Участник Матча всех звёзд МХЛ |            |

2023    Liga Pro Team     Чемпион Фиджитал Игр "Путь Регионов"